# Operação Atalanta
A Força Naval da União Europeia (EU NAVFOR) para a Somália, conhecida mundialmente como Operação Atalanta, é uma operação militar em curso de combate à pirataria no mar realizada ao largo do Corno de África e no Oceano Índico Ocidental, em apoio às resoluções da ONU 1814, 1816, 1838 e 1846 adotadas em 2008 pelo Conselho de Segurança das Nações Unidas. A missão foi iniciada pela França e executada pela União Europeia, no âmbito da Força Naval Europeia (Eunavfor) e da Política de Defesa e de Segurança Comum. A sede operacional está atualmente localizada no Quartel-General de Operações Espanhol na Base Naval de Rota em Espanha, tendo sido transferida de Londres como resultado da saída do Reino Unido da UE.